# دايو نكسيا
دايو لمنز هي سيارة مدمجة، تم تصنيعها لأول مرة بواسطة دايو في كوريا الجنوبية بين عامي 1986 و 1994، وبين عامي 1994 و 1997 باسم دايو سيالو - وهي سيارة مطابقة ميكانيكيًا لـ لومنز، ولا تتميز إلا ببعض التصميمات المعدلة. مثل جميع سيارات دايو التي سبقتها، أخذت دعائم التصميم من أوبل الأوروبية. حيث أخذ التصميم من أوبل كاديت اي المبنية على منصة جي أم تي ، وهي في الأساس مجرد تعديل لتصميم على شكل لومنز، وطورت لاحقًا بصفتها سيالو بعد تعديل جديد للتصميم كان أكثر شمولاً.
في الأسواق خارج كوريا الجنوبية، حملت النسخة الأصلية من السيارة العديد من الأسماء منها أسونا جي تي و أسونا أس اي و دايو 1.5i و دايو فانتازي و دايو بوينتر و دايو راسر و باسبورت أوبتيما و بونتياك لومنز. لم يتم استخدام اسم "لومنز' على الإطلاق للنموذج المحكم. تم تصدير طرازات هاتشباك ذات خمسة أبواب إلى أوروبا تحت اسم دايو نيكسيا مع اسم دايو راسر المستخدم على ما يبدو بشكل عشوائي على أنماط أجسام مختلفة. كما تم استخدام اسم دايو هيفن.
تم استبدال سيالو لاحقًا بـ دايو لانوس و نوبيرا المدمجة في عام 1997 ، باستثناء بعض أسواق آسيا الوسطى التي استمر فيها إنتاج نموذج الأبواب الأربعة في أوزبكستان.